# Hemisphaerius transfasciatus
Hemisphaerius transfasciatus är en insektsart som beskrevs av Banks 1910. Hemisphaerius transfasciatus ingår i släktet Hemisphaerius och familjen sköldstritar. Inga underarter finns listade i Catalogue of Life.